# Palotay László
Palotay László (Máramarossziget, 1830. június 13. – Nagyvárad, 1908. szeptember 26.) szabadságharcos, római katolikus pap, nagyprépost, író.

## Életpályája
A gimnáziumot szülővárosában végezte el. 1848–1849 között Bem erdélyi hadseregében szolgált; főhadnagy lett. Világos után bujdosott. 1850-ben Nagyváradon filozófiát tanult. 1851-től a nagyváradi papnevelde hallgatója volt. 1851–1855 között Rómába küldték teológiai tanulmányai befejezésére. 1855-ben pappá szentelték. 1856-tól Nagyváradon káplán volt. 1858-tól püspöki udvari pap és levéltáros lett. 1861-től szertartóként is tevékenykedett. 1868-tól Nagyvárad-Olaszi plébanos-alespereseként dolgozott. 1872-ben tanítónőképzőintézet igazgató lett. 1882-től székesegyházi kanonok, 1883-tól címzetes kanonok volt. 1887-től a Szent István Társulat tudományos és irodalmi osztály tagja lett. 1892-től kanonok volt. 1894-ben címzetes monostori apát lett. 1907-től nagyprépost lett.
Több cikke jelent meg korabeli lapokban; többek közt Renan és a szabadkőművesség ellen. Jelentős pénzzel járult hozzá a szentetornyai, a berettyóújfalui és a bucsai templom-építkezésekhez.

## Művei
- Hasznos és biztos óvszer a világi megromlott tudomány ellen… (I – III. átdolgozás olaszból, Nagyvárad, 1882–1883)
- A szabadkőművességnek tana… (átdolgozás olaszból, Szigethy László álnéven, Budapest, 1887)
- Alkotmány (1899, Szigethy László álnéven)